# Jayne Brook
Pour les articles homonymes, voir Brook.
Jayne Brook est une actrice américaine née le 16 septembre 1960 à Northbrook (Illinois, États-Unis).

## Filmographie
- 1987 : Superman 4 (Superman IV: The Quest for Peace) : Professeur - JFK High School
- 1990 : The Endless Game (TV) : Mrs. Glazer
- 1990 : WIOU (série télévisée) : Ann Hudson
- 1990 : Un flic à la maternelle (Kindergarten Cop) : Mère de Zach
- 1991 : Panique chez les Crandell (Don't Tell Mom the Babysitter's Dead) : Carolyn
- 1992 : The Old Boy Network (série télévisée) : Parker Morrow
- 1992 : Doing Time on Maple Drive (TV) : Karen
- 1993 : Les Anges de la ville ("Sirens") (série télévisée) : Officier Sarah Berkezchuk
- 1994 : In the Best of Families: Marriage, Pride & Madness (TV) : Kathy
- 1994 : Trou de mémoire (Clean Slate) : Paula
- 1995 : Bye Bye Love de Sam Weisman : Claire
- 1995 : L'Intrépide chevalier Millard (The Four Diamonds) (TV) : Irma Millard / Ermite du Lagon
- 1996 : A Brother's Promise: The Dan Jansen Story (TV) : Jane Jansen
- 1996 : Ed : Lydia
- 1996 : Dernière Danse (Last Dance) : Jill
- 1997 : Bienvenue à Gattaca (Gattaca) : Marie Freeman
- 1998 : Mind Games (TV) : Hannah Berrick
- 1998 : Par amour (Into My Heart) : Kat
- 1995-1999 : Chicago Hope : La Vie à tout prix (Chicago Hope) - 103 épisodes (série télévisée) : Dr. Diane Grad
- 2000 : Priorité absolue (Chain of Command) : l'ex-femme de Connelly
- 2000 : Drôles d'espionnes! (My Mother, the Spy) (TV) : Alison Shaeffer
- 2000 - 2004 : Washington Police (TV) : Adjointe au Maire Mary Ann Mitchell (saison 1)
- 2002 : Imagine That (série télévisée) : Wendy
- 2002 : John Doe (série télévisée) : Jamie Avery
- 2003 : FBI : Portés disparus (série télévisée) : Madame Atkins
- 2004 : The Robinsons: Lost in Space (TV) : Maureen Robinson
- 2004 : Un cœur pour David (Searching for David's Heart) (TV) : Claire Deeton, la mère de Darcy
- 2004 : Les Experts : Miami (série télévisée) : Mia Eckhart
- 2004 : Jack et Bobby (série télévisée) : Susan Kramer
- 2005 : Grey's Anatomy (série télévisée) : Gwen Graber
- 2005 : Boston Justice (série télévisée) : Rachel Lewiston
- 2006 : NCIS : Enquêtes spéciales (série télévisée) : Lyndi Crawshaw
- 2007 et 2008 : Brothers and Sisters (série télévisée) : Bertha Wandell
- 2008 : Private Practice (série télévisée) : Dr. Meg Porter
- 2008 : Eli Stone (série télévisée) : Rebecca Green
- 2009 : Castle (série télévisée) : Claudia Peterson (saison 1 épisode 2)
- 2009 : The Cleaner (série télévisée) : Michelle Durham
- 2013 : Rizzoli and Isles : Sénatrice Valerie Bloomfield
- 2017 : Star Trek Discovery (Série télévisée) : Vice-Amirale Katrina Cornwell[1]